# Жените в Народното събрание
„Жените в Народното събрание“ (на старогръцки: Ἐκκλησιάζουσαι, 391 г. пр.н.е.) е старогръцка комедия на древногръцкия драматург Аристофан (445 – 385).
В творбата е разработена пародийно идеята за равенството между жените и мъжете. Комедията е била представена на сцена през 392 г. пр.н.е. Произведението е написано заедно с „Плутос“ и принадлежи към последния етап от творчеството на Аристофан.

## Герои
- Праксагора („Дейната в Народното събрание“)
- Жени
- Хор
- Блепир („Шушулката“)
- Съсед
- Хремет („Кашлящият“)
- Гражданин
- Глашатайка
- Три баби
- Девойка
- Момък
- Слугиня на Праксагора

## Сюжет
Действието се развива в Атина. Сцената представя две съседни къщи, а от четвърти епизод нататък – две насрещни къщи. В стремежа си да управляват държавата жените са принудени да използват най-различни прийоми. За да станат членове на Народното събрание и да водят речи в него, те трябва да се превърнат в мъже. Те прикриват всичко женско в себе си, обличат се в мъжки дрехи и дори си слагат бради. Праксагора, която е с най-добри ораторски умения, отправя апел към мъжете да предадат властта в ръцете на нежния пол. Мъжете са възмутени от искането, защото дотогава не се е случвало жени да управляват. Краят все пак е благополучен и държавата е предадена на жените, но тази кардинална промяна носи след себе си нови закони и наредби, с които мъжете не могат да свикнат.

### Пролог
След като се измъкват тайно от мъжете си, жените се срещат, за да се подготвят за Народното събрание. За да приличат на мъже, жените си пускат бради и взимат от съпрузите си техните плащове и обувки. След продължително обсъждане Праксагора е избрана за говорител в Народното събрание, защото има добри ораторски способности.

### Първи епизод
След случайна среща Блепир и съседът му откриват, че техните жени ги няма и са взели дрехите им. Повява се Хремет, който току-що се връща от Народното събрание, разказва за обсъдените въпроси и съобщава голямата новина, че властта се поверява на жените. От сега нататък жените ще трябва да ходят по съдилища и да прехранват къщата.

### Втори епизод
Праксагора се прибира вкъщи, където я посреща съпругът и – Блепир. Раздиран от съмнения, той я разпитва защо е взела неговите дрехи и къде е ходила. След продължителен разговор Блепир съобщава на Праксагора, че държавата е поверена на жените, а тя го уверява, че оттук нататък негодниците няма да безчинстват, няма да крадат от ближния, няма да се карат, няма да има голи просяци и ще има правосъдие и равноправие на половете пред закона и държавата. Всички блага ще бъдат общи и няма да има разделение на обществото на бедни и богати, жените ще изхранват мъжете, полагайки грижи за стопанството. С новото управление обаче идват и нови правила: всеки ще трябва да внася своето имущество в държавната каса; момците ще трябва да преспят със стара баба преди да залюбят красива девойка; няма да има дела, а съдилищата ще се превърнат в места за гощавка; всеки ще ходи при съседа си без пречки, когато поиска.

### Трети епизод
Тръгнал да предава своите вещи, Хремет среща гражданин, който отказва да следва новите правила и да предаде своето имущество. Гражданинът твърди, че не иска да хвърли спестеното на вятъра, защото само глупаците вършат нареденото и дават своето. Влиза глашатайката, за да даде разяснения за предстоящата гощавка, и прекъсва възникналия разгорещен спор между двамата.

### Четвърти епизод
Една от новите наредби гласи, че всеки момък е длъжен да преспи с най-грозната баба преди да бъде с млада девойка. Това разгаря спор между възрастна жена и млада девойка, които са се показали от прозорците на къщите си и се надпяват. Появява се момък, който желае да преспи само с красивата девойка, но бабата го разочарова и му казва, че ще го заведе в леглото си на всяка цена. В подкрепа на твърдението си, бабата показва наредбата и му я прочита. Момъкът отчаяно търси изход от ситуацията, но открива, че няма как да се спаси. Появяват се още две баби (още по-грозни от първата), които се включват в спора, защото също искат да бъдат с младежа. Най-накрая идва момиче, което взима страната на младежа, изтъквайки като аргумент, че бабата би могла да му е майка и случващото се е неприемливо. Това обаче не спира бабите и те повличат младежа със себе си.

### Екзод
В тази част Блепир, слугинята и хорът обсъждат и тръгват за предстоящата гощавка, на която всички са поканени.

## Най-дългата дума
Комедията съдържа най-дългата дума – съществително от 171 букви, което представлява „име на ястие с включени видове сладкиши, риба, месо, птици, и сосове.“ На гръцки то е:
| „                | λοπαδοτεμαχοσελαχογαλεοκρανιολειψανοδριμυποτριμματοσιλφιοκαραβομελιτοκατακεχυμενοκιχλεπικοσσυφοφαττοπεριστεραλεκτρυονοπτοκεφαλλιοκιγκλοπελειολαγῳοσιραιοβαφητραγανοπτερύγων. | “ |
| строфи 1169 – 74 | |   |

## Издания на български език
- Женско народно събрание. Превод от старогръцки език Александър Балабанов. София: Хемус, 1929, 46 стр.
- Жените в Парламента. Превод Д. Симидов. София: Игнатов, 1940, 70 стр.
- Мира. Жените в Народното събрание. Плутос. Превод от старогръцки език Александър Ничев. В: Антични комедии, София: Народна култура, 1978
- Комедии. Превод от старогръцки език в стих Александър Ничев. София: Народна култура, 1985, 780 стр.